# Domingos Pinho

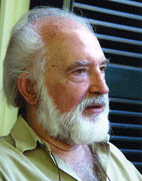
Domingos Pinho.

Domingos Rodrigues de Pinho (Porto, 29 de julho de 1937 – 17 de outubro de 2024) foi um pintor português.

## Biografia
Concluiu o curso de Pintura na Escola Superior de Belas-Artes do Porto (ESBAP), onde veio a lecionar durante 35 anos.
Foi bolseiro da Fundação Calouste Gulbenkian em 1966, tendo visitado e estudado em vários centros de arte europeus. Em 1978, também como bolseiro da Gulbenkian, desenvolveu um trabalho de investigação sobre o "Realismo no Século XX".
Foi um dos fundadores da Cooperativa Árvore, na cidade do Porto, e co-fundador da revista de Artes e Letras "Paisagem".
Expôs coletivamente desde 1957 e realizou a sua primeira exposição individual em 1963. Desde então realizou 35 exposições individuais.
Entre as suas obras públicas conta-se uma série de vitrais que o pintor realizou para o Santuário de S. António em Vale de Cambra.

## Publicações
Pinho, Domingos (2005). Domingos Pinho. [S.l.]: Edições Asa. 192 páginas. ISBN 9789724136752

## Prémios
- José da Costa Meireles (Desenho);
- Rodrigo Soares (Pintura);
- D. Ricardina da Costa Meireles;
- Rotary Club do Porto;
- Três Artes.